# Autobahndreieck Starnberg
Das Autobahndreieck Starnberg (Abkürzung: AD Starnberg; Kurzform: Dreieck Starnberg) ist ein Autobahndreieck in Bayern. Es verbindet die Bundesautobahn 95 (München – Garmisch-Partenkirchen) mit der etwa fünf Kilometer langen Bundesautobahn 952.

## Geographie
Das Autobahndreieck liegt zwischen den beiden Starnberger Stadtteilen Wangen (westlich) und Schorn (östlich). Es liegt knapp sechs Kilometer nordwestlich des Stadtzentrums von Starnberg.
Das Autobahndreieck Starnberg trägt auf der A 95 die Anschlussstellennummer 4, auf der A 952 die Nummer 1.

## Bauform und Ausbauzustand
Das Autobahndreieck Starnberg ist als Trompete angelegt. Beide Autobahnen sind im Dreieck vierspurig.

## Verkehrsaufkommen
| Von                           | Nach                 | Durchschnittliche tägliche Verkehrsstärke | Durchschnittliche tägliche Verkehrsstärke | Durchschnittliche tägliche Verkehrsstärke | Anteil Schwerlastverkehr | Anteil Schwerlastverkehr | Anteil Schwerlastverkehr |
| Von                           | Nach                 | 2005                                      | 2010                                      | 2015                                      | 2005                     | 2010                     | 2015                     |
| ----------------------------- | -------------------- | ----------------------------------------- | ----------------------------------------- | ----------------------------------------- | ------------------------ | ------------------------ | ------------------------ |
| AS München-Fürstenried (A 95) | AD Starnberg         | 61.300                                    | 59.000                                    | 58.600                                    | 3,6 %                    | 3,5 %                    | 3,5 %                    |
| AD Starnberg                  | AS Schäftlarn (A 95) | 41.700                                    | 46.200                                    | 49.000                                    | 3,6 %                    | 3,7 %                    | 3,7 %                    |
| AD Starnberg                  | AS Percha (A 952)    | 30.800                                    | 28.600                                    | 28.300                                    | 2,8 %                    | 2,7 %                    | 2,6 %                    |